# Тарзан (саундтрек)
«Tarzan: An Original Walt Disney Records Soundtrack» — официальный саундтрек к мультфильму «Тарзан», написанный композитором Марком Манчина, выпущенный в мае 1999 года. Песни написал и исполнил британский певец и музыкант Фил Коллинз.
В 2000 году песня «You’ll Be in My Heart» получила премии «Оскар» и «Золотой глобус», а также была номинирована на «Грэмми»

## Об альбоме
Саундтрек к фильму был выпущен 18 мая 1999 года. Альбом добрался до 5 позиции в хит-параде «Billboard» в течение недели от 10 июля 1999 года в период показа мультфильма в кинотеатрах.
Магазин «Disney Store» предлагал купить саундтрек и получить бесплатный сингл «You’ll Be in My Heart». Кроме того, саундтрек издавался ограниченным тиражом вместе с голографической обложкой и несколькими эксклюзивными треками.
Альбом стал первым для студии Диснея, когда исполнитель записал сразу несколько иноязычных версий своих песен — Фил Коллинз записал песни на английском, итальянском, испанском и французском языках. При записи французской версии музыканту помогал композитор Эрика Серра. Японские версии песен исполнил Масаюки Сакамото из группы «V6» под псевдонимом Марса Сакамото. Песня «You’ll Be In My Heart» была выпущена на второй стороне сингла группы «WISHES ~I’ll be there~».
В российской версии все композиции исполнил Александр Малинин.

## Список композиций
1. «Two Worlds» (Movie Version) — Фил Коллинз (3:18)
2. «You’ll Be In My Heart» (Movie Version) — Глен Клоуз и Фил Коллинз (1:36)
3. «Son Of Man» — Фил Коллинз (2:44)
4. «Trashin' The Camp» — Рози О'Доннелл и Фил Коллинз (2:16)
5. «Strangers Like Me» — Фил Коллинз (3:00)
6. «Two Worlds (Reprise)» — Фил Коллинз (0:51)
7. «Trashin' The Camp» — Фил Коллинз и 'N Sync (2:23)
8. «You’ll Be In My Heart» (Phil Collins Version) — Фил Коллинз (4:18)
9. «Two Worlds» (Phil Collins Version) — Фил Коллинз (2:42)
10. «A Wondrous Place» (Score) — 5:18
11. «Moves Like An Ape, Looks Like A Man» (Score) — 2:57
12. «The Gorillas» (Score) — 4:28
13. «One Family» (Score) — 3:48
14. «Two Worlds, Finale» — Фил Коллинз (1:16)

## Позиция в чартах
Альбом:
| Год  | Чарт              | Позиция |
| ---- | ----------------- | ------- |
| 1999 | The Billboard 200 | 5       |

Синглы:
| Год  | Сингл                   | Исполнитель | Чарт               | Позиция |
| ---- | ----------------------- | ----------- | ------------------ | ------- |
| 1999 | «You’ll Be in My Heart» | Фил Коллинз | Billboard Hot 100  | 21      |
| 1999 | «You’ll Be in My Heart» | Фил Коллинз | Adult Contemporary | 1       |
| 2000 | «Strangers Like Me»     | Фил Коллинз | Adult Contemporary | 10      |